# 大阪市立梅香中学校
大阪市立梅香中学校（おおさかしりつ ばいか ちゅうがっこう）は、大阪府大阪市此花区にある公立中学校。

## 概要
此花区の西部を校区とする。大阪市立此花第一中学校（のちの大阪市立春日出中学校）から分離し、大阪市立此花第二中学校として1949年に開校した。

## 沿革
此花区で2番目の公立中学校として、大阪市立此花第一中学校（のちの大阪市立春日出中学校）より分離する形で1949年に創立した。開校当初の校名は大阪市立此花第二中学校であり、校舎は大阪市立伝法小学校に併設していた。
翌年の1950年には、校名を大阪市立梅香中学校と改称した。同年に学校を移転し、戦災による地域被害・児童減少のために当時休校中だった大阪市立梅香小学校の敷地を使用した。
その後1953年に、太平洋戦争の戦災被害に伴って廃校となった旧大阪市恩貴島（おきじま）国民学校跡の現在地に校舎を新築して移転している。
1961年には、大阪市立此花第三中学校（のちの大阪市立此花中学校）の開校に伴い、春日出中学校を進学先としていた大阪市立四貫島小学校の通学区域を梅香中学校に編入した。
2010年代に入ると、大阪市立島屋小学校において児童数の増加が見込まれるようになったため、小学校の通学区域変更に合わせて、梅香中学校の通学区域であった春日出南3丁目2番・3番を2011年に春日出中学校へ変更した。

### 年表
- 1949年 - 大阪市立此花第二中学校として創立。
- 1950年 - 大阪市立梅香中学校に改称。休校中であった大阪市立梅香小学校敷地に移転。
- 1953年 - 現在地に移転。
- 1961年 - 大阪市立四貫島小学校の進学先中学校を大阪市立春日出中学校から梅香中学校に変更。
- 1963年 - プール竣工。
- 1964年 - 講堂兼体育館竣工。
- 2005年 - 新校舎に移転、同年8月に旧校舎取り壊し。
- 2011年 - 春日出南3丁目の一部の通学区域を梅香中学校から春日出中学校に変更。

## 通学区域
- 大阪市立四貫島小学校、大阪市立酉島小学校、大阪市立島屋小学校の通学区域。

## 交通
- 桜島線（JRゆめ咲線） 安治川口駅 北東へ約1.2km。
- 大阪シティバス 西春日出バス停 北西へ約400m。